# Canavalia africana
Canavalia africana är en ärtväxtart som beskrevs av Stephen Troyte Dunn. Canavalia africana ingår i släktet Canavalia och familjen ärtväxter. Inga underarter finns listade i Catalogue of Life.